# FC Juárez
Der FC Juárez, auch bekannt unter der Bezeichnung Los Bravos de Juárez, ist ein mexikanischer Fußballverein aus Ciudad Juárez, Chihuahua. Heimspielstätte ist das Estadio Olímpico Benito Juárez.

## Geschichte
Das Franchise wurde im Sommer 2015 gegründet, um die Grenzstadt Ciudad Juárez in der Saison 2015/16 in der Ascenso MX zu vertreten, nachdem die Erweiterung der Liga von 14 Mannschaften in der Saison 2014/15 auf 16 Teilnehmer in der folgenden Spielzeit beschlossen worden war. Das andere Erweiterungsteam der Liga waren die Cimarrones de Sonora.
Gleich in seiner ersten Halbsaison, der Apertura 2015, gewann der FC Juárez die Meisterschaft dieser Liga durch einen Finalsieg gegen den Traditionsverein CF Atlante. Durch diesen Erfolg qualifizierte die Mannschaft sich für das Saisonfinale gegen den späteren Sieger der Clausura 2016, dessen Gesamtsieger zum Aufstieg in die höchste Spielklasse berechtigt war. In diesem Saisonfinale traf der noch junge FC Juárez auf den Club Necaxa, den alten Erzfeind des bereits erwähnten CF Atlante. Diesmal setzte sich mit Necaxa der Traditionsverein durch, so dass dem FC Juárez der Durchmarsch in die höchste Spielklasse versagt blieb.
In der Clausura 2017 erreichte der FC Juárez erneut die Finalspiele, musste sich aber den Lobos de la BUAP geschlagen geben, die auch das anschließende Saisonfinale gegen den Sieger der Apertura, Dorados de Sinaloa, gewannen und sich in Richtung Liga MX aus der zweitklassigen Ascenso MX verabschiedeten. Ein halbes Jahr später erreichte der FC Juárez in der Apertura 2017 erneut die Finalspiele, scheiterte diesmal aber gegen den Alebrijes de Oaxaca FC.
In der darauffolgenden Saison 2018/19 scheiterte der FC Juárez zunächst im Halbfinale der Apertura 2018, ehe er in der Clausura 2019 die Play-offs deutlich verpasste. Ausgerechnet zu diesem Zeitpunkt folgte aber der Aufstieg in die höchste Spielklasse durch den Erwerb der Lizenz des finanziell angeschlagenen Erstligisten Lobos de la BUAP, dem die Bravos sich zwei Jahre zuvor auf sportlichem Wege noch geschlagen geben mussten.
Seit der Saison 2019/20 gehört der FC Juárez der höchsten Spielklasse Mexikos an. Nach einem 16. Platz am Ende der Apertura 2019 belegte die Mannschaft beim vorzeitigen Abbruch der Clausura 2020 aufgrund der COVID-19-Pandemie den achten Platz. Ihr wohl aufsehenerregendster Erfolg in dieser Spielzeit war ein 3:1-Sieg im Aztekenstadion von Mexiko-Stadt am 1. Februar 2020 gegen den Gastgeber und Rekordmeister Club América.

## Erfolge
- Meister Ascenso MX 2015/16 Apertura